# براد، حلب
براد (به عربی: براد) یک روستا در سوریه است که در ناحیه مرکزی عفرین واقع شده‌است. براد ۱٬۲۲۹ نفر جمعیت دارد.